# English Football League One
La English Football League One, EFL League One o Sky Bet League One (por razones de patrocinio) es la tercera división del Sistema de ligas de fútbol de Inglaterra (debajo de la Football League Championship).
Fue introducida para la temporada 2004-05, y reemplazó a la Football League Second Division.

## Competición
Hay 24 equipos en la English Football League One. Durante cada temporada (desde agosto hasta mayo), cada equipo se enfrenta dos veces con el resto, una vez en su estadio y otra en la de sus contrincantes, en un total de 46 partidos por cada equipo. Al final de cada temporada los dos primeros equipos de la clasificación, más el ganador del playoff que se desarrolla entre los equipos que están entre el tercer y sexto lugar, ascienden a la English Football League Championship y son sustituidos por los tres peores de la Championship.
Así mismo, los cuatro equipos que finalicen en el fondo de la tabla de posiciones, bajan a la English Football League Two, y son reemplazados por los tres primeros equipos de la clasificación, más el ganador del playoff que se desarrolla entre los equipos que están entre el cuarto y séptimo lugar de esa división.

## Equipos participantes en laEFL League One 2024-25
| Equipo              | Ciudad            | Estadio                      | Capacidad |
| ------------------- | ----------------- | ---------------------------- | --------- |
| Barnsley            | Barnsley          | Oakwell Stadium              | 23.287    |
| Birmingham City     | Birmingham        | St Andrew's Stadium          | 29.409    |
| Blackpool           | Blackpool         | Bloomfield Road              | 16.267    |
| Bolton Wanderers    | Horwich           | University of Bolton Stadium | 30.000    |
| Bristol Rovers      | Bristol           | Memorial Stadium             | 12.300    |
| Burton Albion       | Burton upon Trent | Pirelli Stadium              | 6.912     |
| Cambridge United    | Cambridge         | Abbey Stadium                | 8.127     |
| Charlton Athletic   | Londres           | The Valley                   | 27.111    |
| Crawley Town        | Crawley           | Broadfield Stadium           | 6.134     |
| Exeter City         | Exeter            | St James' Park               | 8.800     |
| Huddersfield Town   | Huddersfield      | John Smith's Stadium         | 24.500    |
| Leyton Orient       | Leyton            | Brisbane Road                | 9.271     |
| Lincoln City        | Lincoln           | Sincil Bank                  | 10.120    |
| Mansfield Town      | Mansfield         | One Call Stadium             | 9.186     |
| Northampton Town    | Northampton       | Sixfields Stadium            | 7.798     |
| Peterborough United | Peterborough      | London Road                  | 15.314    |
| Reading             | Reading           | Madejski Stadium             | 24.161    |
| Rotherham United    | Rotherham         | New York Stadium             | 12.021    |
| Shrewsbury Town     | Shrewsbury        | New Meadow                   | 9.875     |
| Stevenage           | Stevenage         | Lamex Stadium                | 6.722     |
| Stockport County    | Stockport         | Edgeley Park                 | 10.852    |
| Wigan Athletic      | Wigan             | DW Stadium                   | 25.138    |
| Wrexham             | Wrexham           | Racecourse Ground            | 10.771    |
| Wycombe Wanderers   | High Wycombe      | Adams Park                   | 10.000    |

## Palmarés de la League One
| Temporada      | Campeón                | Subcampeón          | Torneo reducido     | Máximo goleador             | Club                              | Goles          |
| EFL League One | EFL League One         | EFL League One      | EFL League One      | EFL League One              | EFL League One                    | EFL League One |
| -------------- | ---------------------- | ------------------- | ------------------- | --------------------------- | --------------------------------- | -------------- |
| 2004-05        | Luton Town             | Hull City           | Sheffield Wednesday | Stuart Elliott Dean Windass | Hull City Bradford City           | 27             |
| 2005-06        | Southend United        | Colchester United   | Barnsley            | Freddy Eastwood Billy Sharp | Southend United Scunthorpe United | 23             |
| 2006-07        | Scunthorpe United      | Bristol City        | Blackpool           | Billy Sharp                 | Scunthorpe United                 | 30             |
| 2007-08        | Swansea City           | Nottingham Forest   | Doncaster Rovers    | Jason Scotland              | Swansea City                      | 24             |
| 2008-09        | Leicester City         | Peterborough United | Scunthorpe United   | Simon Cox Richard Lambert   | Swindon Town Bristol Rovers       | 29             |
| 2009-10        | Norwich City           | Leeds United        | Millwall            | Richard Lambert             | Southampton                       | 30             |
| 2010-11        | Brighton & Hove Albion | Southampton         | Peterborough United | Craig Mackail-Smith         | Peterborough                      | 27             |
| 2011-12        | Charlton Athletic      | Sheffield Wednesday | Huddersfield Town   | Jordan Rhodes               | Huddersfield Town                 | 38             |
| 2012-13        | Doncaster Rovers       | Bournemouth         | Yeovil Town         | Paddy Madden                | Yeovil Town                       | 24             |
| 2013-14        | Wolverhampton Wand.    | Brentford           | Rotherham United    | Sam Baldock                 | Bristol City                      | 24             |
| 2014-15        | Bristol City           | Milton Keynes Dons  | Preston North End   | Joe Garner                  | Preston North End                 | 25             |
| 2015-16        | Wigan Athletic         | Burton Albion       | Barnsley            | Will Grigg                  | Wigan Athletic                    | 25             |
| 2016-17        | Sheffield United       | Bolton Wanderers    | Millwall            | Billy Sharp                 | Sheffield United                  | 30             |
| 2017-18        | Wigan Athletic         | Blackburn Rovers    | Rotherham United    | Jack Marriott               | Peterborough United               | 27             |
| 2018-19        | Luton Town             | Barnsley            | Charlton Athletic   | James Collins               | Luton Town                        | 25             |
| 2019-20        | Coventry City          | Rotherham United    | Wycombe Wanderers   | Ivan Toney                  | Peterborough United               | 24             |
| 2020-21        | Hull City              | Peterborough United | Blackpool           | Jonson Clarke-Harris        | Peterborough United               | 31             |
| 2021-22        | Wigan Athletic         | Rotherham United    | Sunderland          | Will Keane                  | Wigan Athletic                    | 24             |
| 2022-23        | Plymouth Argyle        | Ipswich Town        | Sheffield Wednesday | Jonson Clarke-Harris        | Peterborough United               | 27             |
| 2023-24        | Portsmouth             | Derby County        | Oxford United       | Alfie May                   | Charlton Athletic                 | 23             |
| 2024-25        | Birmingham City        | Wrexham             | Charlton Athletic   | Charlie Kelman              | Leyton Orient                     | 21             |

### Descensos a la League Two
| Temporada: | Equipos:                                                                 |
| ---------- | ------------------------------------------------------------------------ |
| 2004-05    | Torquay United, Wrexham, Peterborough United, Stockport County           |
| 2005-06    | Hartlepool United, Milton Keynes Dons, Swindon Town, Walsall             |
| 2006-07    | Chesterfield, Bradford City, Rotherham United, Brentford                 |
| 2007-08    | Bournemouth, Gillingham, Port Vale, Luton Town                           |
| 2008-09    | Northampton Town, Crewe Alexandra, Cheltenham Town, Hereford United      |
| 2009-10    | Gillingham, Southend United, Wycombe Wanderers, Stockport County         |
| 2010-11    | Dagenham & Redbridge, Bristol Rovers, Plymouth Argyle, Swindon Town      |
| 2011-12    | Wycombe Wanderers, Chesterfield, Exeter City, Rochdale                   |
| 2012-13    | Scunthorpe United, Bury, Hartlepool United, Portsmouth                   |
| 2013-14    | Stevenage, Shrewsbury Town, Carlisle United, Tranmere Rovers             |
| 2014-15    | Notts County, Crawley Town, Leyton Orient, Yeovil Town                   |
| 2015-16    | Doncaster Rovers, Blackpool, Colchester United, Crewe Alexandra          |
| 2016-17    | Port Vale, Swindon Town, Coventry City, Chesterfield                     |
| 2017-18    | Oldham Athletic, Northampton Town, Milton Keynes Dons, Bury              |
| 2018-19    | Plymouth Argyle, Walsall, Scunthorpe United, Bradford City               |
| 2019-20    | Tranmere Rovers, Southend United, Bolton Wanderers, Bury (Descalificado) |
| 2020-21    | Northampton Town, Rochdale, Bristol Rovers, Swindon Town                 |
| 2021-22    | Crewe Alexandra, Doncaster Rovers, Wimbledon, Gillingham                 |
| 2022-23    | MK Dons, Morecambe, Accrington Stanley, Forest Green                     |
| 2023-24    | Cheltenham Town, Fleetwood Town, Port Vale, Carlisle United              |
| 2024-25    | Crawley Town, Bristol Rovers, Cambridge United, Shrewsbury Town          |